# Agarista angustissima
Agarista angustissima är en ljungväxtart som beskrevs av Paul Hermann Wilhelm Taubert. Agarista angustissima ingår i släktet Agarista och familjen ljungväxter. Inga underarter finns listade i Catalogue of Life.